# Southern California Open Challenger
Il Southern California Open Challenger è un torneo professionistico maschile di tennis giocato sul cemento che fa parte dell'ATP Challenger Tour. Inaugurato nel 2024 a Indian Wells, USA, il torneo fa parte della categoria Challenger 50. Si svolge nell'impianto del Indian Wells Tennis Garden che ospita il Masters1000. Nell'anno inaugurale sono stati tenuti due tornei una settimana dopo l'altra.

## Albo d'oro

### Singolare
| Anno     | Campione         | Finalista      | Punteggio     |
| -------- | ---------------- | -------------- | ------------- |
| 2024 (2) | Blaise Bicknell  | Zachary Svajda | 6–3, 6–2      |
| 2024     | Mitchell Krueger | Brandon Holt   | 4–6, 6–3, 6–4 |

### Doppio
| Anno     | Campioni                            | Finalisti                        | Punteggio        |
| -------- | ----------------------------------- | -------------------------------- | ---------------- |
| 2024 (2) | Ryan Seggerman (2) Patrik Trhac (2) | Thomas John Fancutt Ajeet Rai    | 6–4, 3–6, [10–3] |
| 2024     | Ryan Seggerman (1) Patrik Trhac (1) | Thai-Son Kwiatkowski Alex Lawson | 6–2, 7–6(3)      |